# 多乳頭症
多乳頭症（Polythelia）是指除了胸部正常的兩個乳頭外，身體其他部位出現一個或多個額外乳頭（稱為副乳頭）的先天性情況。 這是副乳房組織（Supernumerary breast tissue）中最常見的一種類型。

## 成因

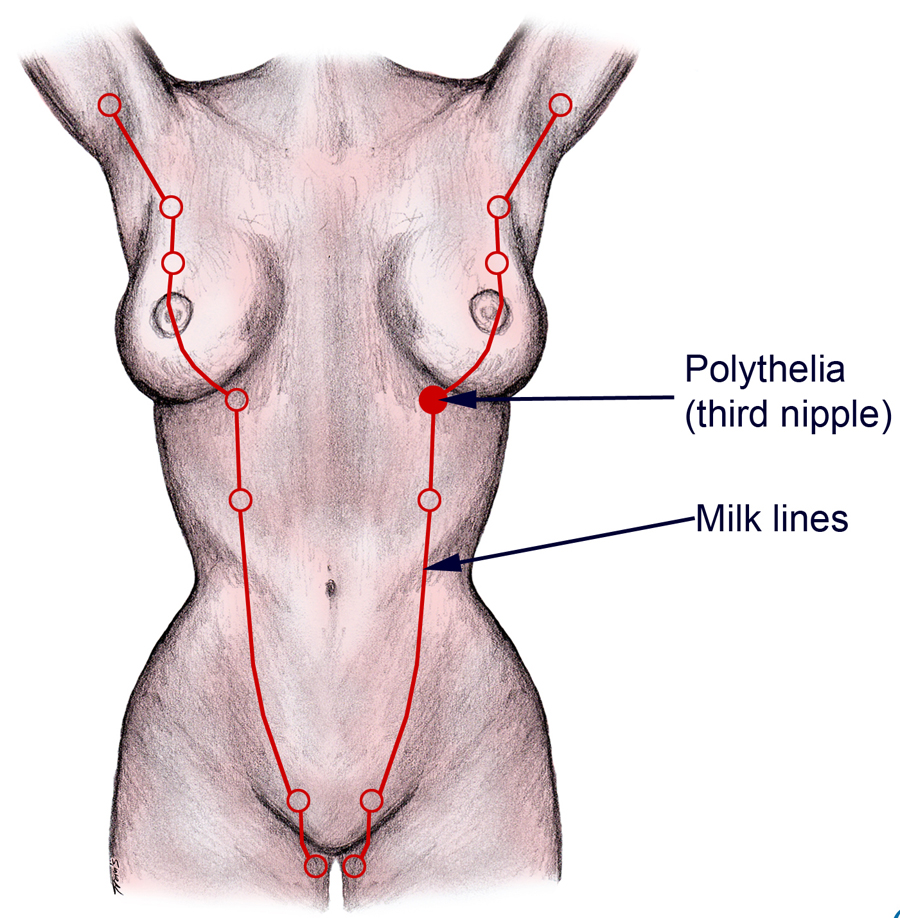
乳線的位置。在外胚層增厚的胸部區域形成乳芽後，乳線會從腋窩延伸至腹股溝區域。到了宮內發育第九週時，除了可能殘留形成副乳頭或副乳房的部分外，這條乳線（芽狀結構）通常已經發生退化。

在人類胚胎發育早期（約第五至六週，胚胎長度約 7-8 毫米時），身體腹側會出現兩條縱向的表皮增厚帶，稱為「乳線」（milk lines），從未來的腋窩延伸到腹股溝區域。 在多數哺乳動物中，成對的乳房會沿著這兩條線發育。然而，在人類胚胎中，這兩條乳線通常很快會退化消失，只留下胸部的一小部分，最終發育成一對正常的乳房。
多乳頭症的發生，是因為這條乳線在退化過程中沒有完全消失。殘留下來的乳線組織在出生後就可能表現為一個額外的乳頭。 這個過程大約發生在妊娠的第三個月，與泌尿生殖系統等其他器官系統的發育時間大致重疊。

## 分類
芬蘭學者 Kajava 在 1915 年提出了一套至今仍在使用的副乳房組織分類系統。該系統根據存在的組織成分將副乳房組織分為八種類型：
| 類型 | 描述                                            | 乳腺組織 | 乳頭 | 乳暈 | 脂肪組織 | 毛髮斑塊 |
| ---- | ----------------------------------------------- | -------- | ---- | ---- | -------- | -------- |
| I    | 完整的副乳房                                    | +        | +    | +    | -        | -        |
| II   | 乳腺組織 + 乳頭                                 | +        | +    | -    | -        | -        |
| III  | 乳腺組織 + 乳暈                                 | +        | -    | +    | -        | -        |
| IV   | 僅乳腺組織                                      | +        | -    | -    | -        | -        |
| V    | 假性乳房 (Pseudomamma) (乳頭 + 乳暈 + 脂肪)     | -        | +    | +    | +        | -        |
| VI   | 多乳頭症 (Polythelia) (僅乳頭)                  | -        | +    | -    | -        | -        |
| VII  | 多乳暈症 (Polythelia areolaris) (僅乳暈)        | -        | -    | +    | -        | -        |
| VIII | 毛髮性多乳頭症 (Polythelia pilosa) (僅毛髮斑塊) | -        | -    | -    | -        | +        |

（+：存在；-：不存在）

## 流行病學
副乳頭是一種相對常見、通常無害的先天微小異常，男女都可能發生。整體估計發生率約為每 100 至 500 人中有 1 例（約 0.2% 至 1%）。 不過，不同族群間的發生率存在明顯差異：
- 歐洲白人族群的研究顯示發生率約為 0.22%。[8][9][10]
- 美國黑人新生兒的研究發現發生率高達 1.63%，是白人族群的 7 倍以上。[11]
- 以色列猶太新生兒族群的研究報告發生率為 2.5%。[12]
- 在日本，在4000名男性中，有145人（3.6%）觀察到有副乳。[13]

學者們認為，這些發生率的差異可能與族裔背景有關，但也可能受到新生兒檢查仔細程度的影響。

## 臨床表現
副乳頭最常出現在原始乳線的路徑上，也就是從腋窩下方延伸至腹股溝的連線區域，尤其常見於正常乳房下方至肚臍之間。 在白人族群中，副乳頭通常位於正常乳房的正下方，較少出現在腹部或腹股溝位置。
副乳頭的外觀可以有很大的變化，大小和形態各異。在嬰兒時期，它們可能非常微小，僅表現為一個直徑 2-3 毫米的小斑點，顏色可能比周圍皮膚稍深，容易被忽略或誤認為痣。 大約一半的患者會同時在身體兩側出現副乳頭（雙側性）。
雖然典型的多乳頭症（第六類）僅有乳頭結構，但若伴隨有潛藏的乳腺組織（屬於其他分類，例如第一至第四類），則可能對體內荷爾蒙變化產生反應。例如，在青春期、月經週期前、懷孕期間可能出現腫脹、疼痛，甚至在產後泌乳。
乳暈內多乳頭症（Intra-areolar polythelia）是一種較特殊的情況，指的是副乳頭出現在正常乳房的乳暈範圍之內。 極少數情況下，一個人可能有多個副乳頭，文獻曾記錄單一個案有多達 10 個副乳頭。 副乳頭也可能出現在乳線以外的非典型位置，這可能是由於胚胎時期乳線原基細胞的異常遷移所致。

## 臨床重要性與相關異常
雖然大多數副乳頭本身是良性的，但在新生兒檢查時記錄其存在仍有其重要性，主要原因如下：
1. 潛在的荷爾蒙反應： 如前所述，若伴隨腺體組織，可能出現生理性變化。
2. 潛在的疾病風險： 雖然罕見，但副乳頭或其伴隨的異位乳腺組織與正常乳房一樣，理論上可能發生各種良性或惡性病變，例如纖維腺瘤、乳突狀腺瘤、囊腫或癌。[20]
3. 可能伴隨其他先天異常： 由於副乳頭與泌尿生殖系統在胚胎發生的同一時期形成，一些研究探討了兩者之間的關聯性。

### 與泌尿生殖系統異常的關聯
過去曾有研究報告指出，患有副乳頭的兒童中，有較高比例（約 23% 至 40%）同時存在潛在的、不易發現的腎臟或泌尿道異常，例如腎臟發育不全、阻塞性腎臟病變或輸尿管重複畸形。 
然而，後續更大規模的研究，例如 Jojart 和 Seres 在匈牙利使用超音波進行的檢查，發現有副乳頭的兒童其腎臟異常發生率（3.74%）與沒有副乳頭的對照組兒童（3.17%）相比，並沒有達到統計學上的顯著差異。 因此，副乳頭與泌尿生殖系統異常之間的關聯性目前仍然存在爭議。 基於這些不一致的研究結果，對於是否需要對所有發現有副乳頭的兒童常規進行腎臟超音波等篩檢，目前醫學界尚無統一的建議。

### 與癌症的關聯
也有研究探討副乳頭與某些癌症風險的可能關聯。Goedert 等人的研究提出，有副乳頭的男性罹患睪丸癌的相對風險可能較高（估計約 4.5 倍）。 同一團隊在另一項針對腎細胞癌患者的世代研究中，觀察到副乳頭的出現比例似乎高於預期，暗示兩者間可能存在某種遺傳或發育上的聯繫。 此外，文獻中也有家族性或散發性案例報告，描述了副乳頭與腎癌、泌尿生殖異常或生殖細胞瘤同時出現的情況。然而，這些關聯性的強度和普遍性仍需更多研究來證實。

### 其他相關異常
除了泌尿系統和癌症風險外，一些文獻也提到副乳頭可能與其他較少見的先天異常有關，如下表所列：
| 泌尿道異常   | 心臟異常                           | 其他異常               |
| ------------ | ---------------------------------- | ---------------------- |
| 腎臟發育不全 | 心臟傳導障礙，特別是左束支傳導阻滯 | 幽門狹窄               |
| 腎細胞癌     |                                    | 癲癇                   |
| 阻塞性疾病   |                                    | 耳朵異常               |
| 副腎         | 高血壓                             |                        |
|              | 先天性心臟病                       | 先天性多發性關節攣縮症 |

注意：這些關聯的強度和因果關係多數仍不明確。

## 治療
由於大多數副乳頭是無症狀且良性的，通常不需要特別治療。如果副乳頭因為外觀因素造成困擾，或者出現異常分泌物、反覆發炎、形成腫瘤或囊腫等情況，可以考慮進行手術切除。
手術方法通常很簡單，採用橢圓形切除術'。醫師會沿著皮膚天然紋理或皺褶的方向切除副乳頭及其周圍少量組織，然後直接進行傷口縫。這種方式通常可以達到良好的美容效果，疤痕也較不明顯。

## 社會文化

### 歷史案例
中國古籍《五雜俎》記載了周文王姬昌有四乳的說法。此外，據說在17世紀推動英格蘭魔女狩獵的馬修·霍普金斯曾將副乳視為魔女的標記之一。

### 影視娛樂
英國第四台紀錄片《第三乳頭俱樂部》（The Triple Nipple Club）探討了這項生理特徵。 該片導演丹·盧（Dan Lobb）本人即患有此症，影片追溯了從馬克·華伯格、莉莉·艾倫到影視角色如007反派斯卡拉曼加與《六人行》中的錢德勒·賓等案例，最終發現這其實是哺乳動物返祖現象的體現。
英國歌手哈利·史泰爾斯於2017年接受雀兒喜·韓德勒訪談時，公開承認自己因該症狀擁有四個乳頭。在日本，熊田曜子、hitomi、福田萌等人已知擁有副乳頭。此外，搞笑藝人組合アルミカン的成員赤阪侑子也在廣播節目中公開自己有副乳頭。